# Al-Qubeiba (Jerusalem)
Al-Qubeiba (àrab: القبيبة, al-Qubayba) és una vila palestina de la governació de Jerusalem, a Cisjordània, situada 11 kilòmetres al nord-oest de Jerusalem. Segons l'Oficina Central Palestina d'Estadístiques tenia 3.708 habitants el 2016. Al-Qubeiba es troba a una altitud de 783m a 795m sobre el nivell del mar, a 5 kilòmetres al sud-est de l'assentament de Giv'on HaHadashah. Limita amb Biddu (est), Beit 'Anan (nord-oest), Qatanna (sud-oest), i Kharayib Umm al-Lahim (oest). Té grans àrees cobertes de pinedes i oliveres.

## Història
Durant les croades es va erigir una nova ciutat franca al llarg de la tranquil·la via romana existent i va rebre el nom de Parva Mahomeria. En 1159 fou esmenada en un document definint els seus límits amb Beit 'Anan.
Després de l'expulsió dels croats de Terra Santa, els següents cristians que van establir una presència a Palestina van ser els custodis franciscans dels llocs sagrats. Durant el segle xiii Qubeibeh ha estat adoptada gradualment pels pelegrins com la ubicació d'Emmaús, el poble esmentat a Lluc 24: 13-35, substituïda en el futur per Abu Ghosh en aquest funció. A partir de 1335 els franciscans ho van adoptar també i van començar a pelegrinatge anual a aquest lloc.

### Època otomana
En 1838 el-Kubeibeh era conegut com un poble musulmà, que formava part de l'àrea Beni Malik, que es troba a l'oest de Jerusalem.
L'explorador francès Victor Guérin la va descriure el 1863 com una vila d'un centenar de persones que vivien en cases antigues, cadascuna consistent en una única habitació amb volta. Una llista de viles otomanes del 1870 deia que el-kubebe tenia 79 habitants en 12 cases, encara que el recompte de la població només incloïa els homes.
En 1883 el Survey of Western Palestine (SWP) del Fons per a l'Exploració de Palestina la va descriure com "una vila de grandària moderada dalt d'una cresta plana amb unes poques oliveres a l'oest. […] A l'oest hi ha un monestir de monjos llatins, establert el 1862." També assenyala les ruïnes d'una església croada.

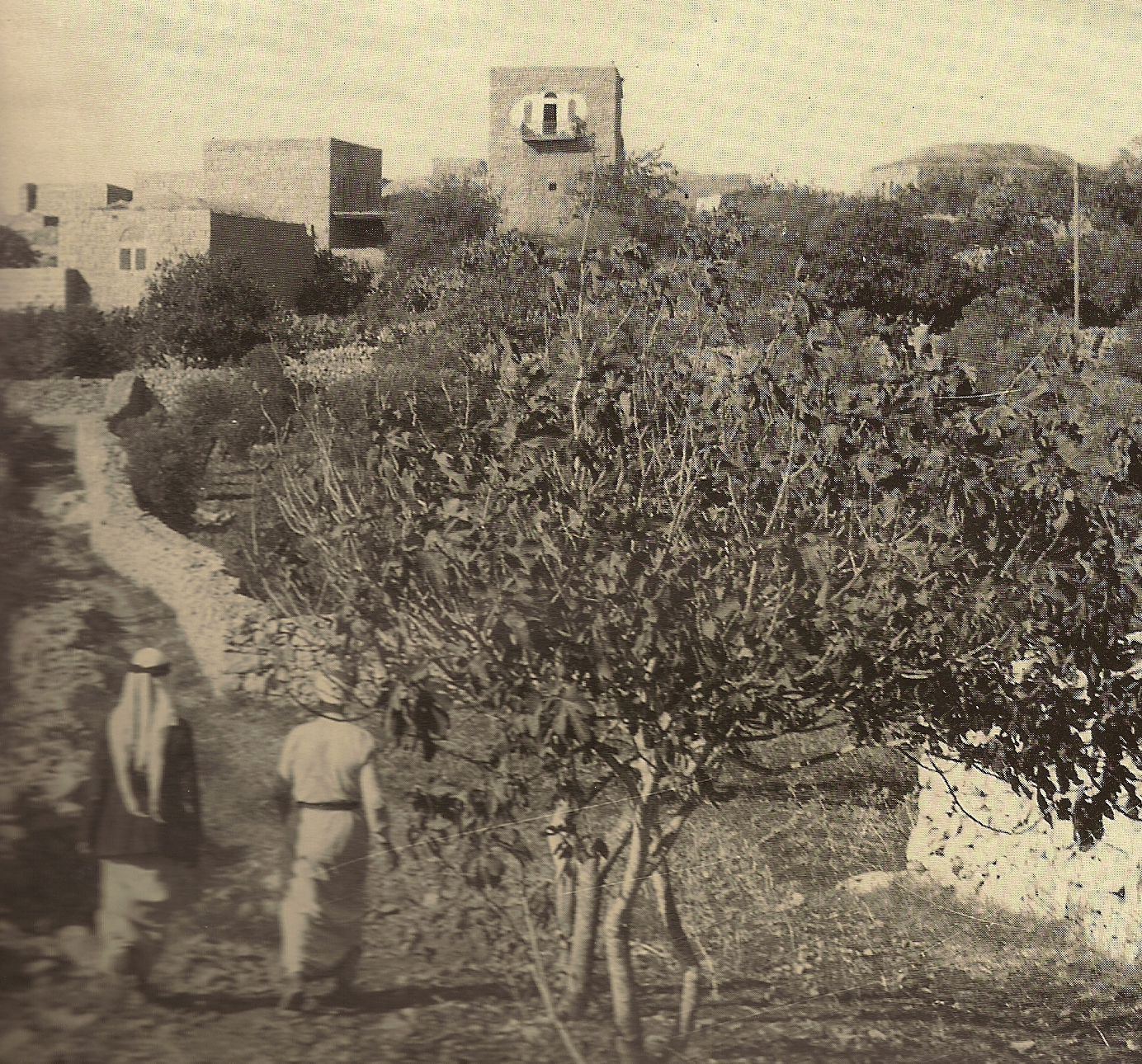
al-Qubeiba durant el Mandat Britànic

### Mandat Britànic de Palestina
En el cens de Palestina de 1922, dut a terme per les autoritats del Mandat Britànic, Al-Qubeiba tenia 236 habitants, 26 cristians i 210 musulmans, els cristians tots catòlics romans. Es van incrementar en el cens de 1931 a 316, 55 cristians i 261 musulmans en 83 cases.
En el cens de 1945 Al-Qubeiba tenia 420; 340 musulmans i 80 cristians, amb 3,184 dúnams de terra, segons una enquesta oficial de terra i població. D'aquests, 534 dúnams eren plantacions i regadiu, 1,032 usades per a cereals, mentre 22 dúnams eren sòl edificat.

### Després de 1948
Després de la Guerra araboisraeliana de 1948 i els acords d'armistici de 1949, Al-Qubeiba va quedar sota un règim d'ocupació jordana. Des de la Guerra dels Sis Dies en 1967, Al-Qubeiba ha romàs sota ocupació israeliana.
Diaa' A-Din 'Abd al-Karim Ibrahim Abu 'Eid fou mort a trets durant una manifestació contra el mur el 18 d'abril de 2004. Muhammad Fadel Hashem Rian i Zakaria Mahmoud 'Eid Salem foren morts a trets durant manifestacions contra el mur a Beit Ijaz (una vila satèl·lit de Biddu).

#### Enclavament
al-Qubeiba amb unes altres nou viles palestines, Beit Duqqu, Beit 'Anan, Beit Surik, Qatanna, Biddu, Beit Ijza, Kharayib Umm al Lahimand i at Tira formen l'"enclavament de Biddu" que segons Tanya Reinhart, estan empresonats darrere del Mur, tallada dels seus horts i terres de conreu que s'estan confiscant per formar les reserves immobiliàries del Corredor de Jerusalem i per crear una continuïtat territorial amb Guiv'at Ze'ev. L'enclavament estarà enllaçat amb Ramal·lah per passos inferiors i una carretera que es tanca a banda i banda. Des de l '"enclavament de Biddu", els palestins viatjaran per un camí tancat que passarà per un camí de circumval·lació fins a l'enclavament de Bir Nabala, després un segon pas subterrani sota la Carretera 443 a Ramal·lah.